# Ndwandwe
Els ndwandwe eren un poble bantu nguni que poblen les seccions del sud d'Àfrica.
Ndwandwe, amb els Mthethwa, van ser un pes significatiu en l'actual Zululand al començament del segle xix. Sota la direcció del rei Zwide, la nació Ndwandwe va destruir els Mthethwa sota el seu rei Dingiswayo, i el buit de poder va ser omplert per Shaka i la seva petita tribu zulu. En un front comú contra els ndwandwe, Shaka va aplegar les restes dels Mthethwa i altres tribus regionals, i va sobreviure a la primera topada de la Guerra Civil Zulu amb Zwide al Batalla del turó Gqokli el 1818.
En 1819, Zwide va fer una altra expedició contra els zulus, però Shaka de nou va canviar de tàctica, deixant que l'exèrcit Ndwandwe penetrés en el seu territori i va respondre amb la guerra de guerrilles. El desproveïment va provocar que els Ndandwe tornessin a casa, però quan estaven creuant el riu Mhlatuze a principis de 1820 les seves forces foren divides i derrotades en la batalla del riu Mhlatuze.
Això va conduir a la desintegració de la nació Ndwandwe quan els generals i els fills de Zwide van portar seccions dels Ndwandwe cap al nord. Un d'aquests grups, sota Soshangane, va formar l'Imperi de Gaza en l'actual centre de Moçambic, mentre que un altre, sota Zwangendaba, va dominar com a waNgoni en l'actual Malawi. Altres es van establir com a caps a Swazilàndia i Zàmbia per crear un llegat ndwandwe perdurable que es dispersa a través d'Àfrica del Sud.
En els darrers anys han jugat un cert paper polític a Swazilàndia, ja que pertanyien a aquest grup algunes Ndlovukati (reines nmare) del rei de Swazilàndia Sobhuza II. Phila Portia Ndwandwe fou una lluitadora antiapartheid a Sud-àfrica i comandant militar de l'Umkhonto We Sizwe. En 1988 fou segrestada per policies sud-africans a Swazilàndia i assassinada. La seva tasca fou revelada gràcies a la Comissió per la Veritat i la Reconciliació, que va fer públics els noms dels culpables.